# Açailândia
Açailândia este un oraș în unitatea federativă Maranhão, Brazilia.